# Р-10 (ХАІ-5)
Р-10 (ХАІ-5) — радянський багатоцільовий одномоторний літак-розвідник, легкий бомбардувальник і штурмовик, створений у Харківському авіаційному інституті під керівництвом Йосипа Григоровича Німана 1936 року.

## Коротка характеристика
Двомісний моноплан з низькорозміщеним крилом, закритою кабіною льотчика, екранованою туреллю стрільця і одностійковим шасі з гальмівними колесами, що забираються в центроплан за допомогою пневматичного приводу.
Літак мав поздовжню схему компонування фюзеляжу з великим рознесенням мас по довжині. Для запобіганню різкому зрушенню центру тяжіння літака назад через розміщення кабіни льотчика-спостерігача у хвостовій частині фюзеляжу на літаку ХАІ-5 використовувалося крило з великою стріловидністью відокремлених частин.
Подовжнє балансування літака забезпечувалося тримерами керма висоти.
Конструкція літака — в основному дерев'яна, за винятком хвостового оперення, що мало металеву конструкцію, обтягнуту полотном.
Крило літака оснащувалося посадочними щитками Шренка з пневматичним управлінням, застосування яких дозволило на 15 км/год зменшити посадочну швидкість літака і спільно з гальмами коліс майже на 100 м скоротити довжину пробігу.
Озброєння літака складалося з двох несинхронних кулеметів ШКАС у крилі (по 450 патронів) та оборонного кулемету ШКАС з боєзапасом 600 патронів у кабіні льотного спостерігача, що встановлювався в екранованій турелі, шкідливий опір якої зменшувався переднім і заднім фюзеляжними обтічниками. На літаку забезпечувалися внутрішня підвіска у бомбовідсіці 300 кг бомб (шість фугасних авіабомб масою по 50 кг), їхнє поодиноке і залпове прицільне скидання можливе з кабін льтчика і льотного спостерігача.
Літак облаштовувався аерофотоапаратурою та радіоустаткуванням для двостороннього зв'язку.

## Історія прототипа
Розробка ХАІ-5 була розпочата у січні 1934 року. Конструкторське бюро вже мало в активі створення першого в СРСР пасажирського літака з шасі, що прибираються, — ХАІ-1. Технічне завдання, видане НДІ ВПС, передбачало розробку літака під двигун М-22 потужністю 480 к. с. з можливістю подальшої заміни на імпортний Wright Cyclone SGR-1820 F3 потужністю 712 к. с. З мотором М-22 потрібно було досягти максимальної швидкості 320—340 км/год і мати стелю під 7800 м. Озброєний двома кулеметними установками, літак повинен був нести бомбове навантаження від 200 до 500 кг при дальності польоту близько 800—1200 км.
4 березня 1936 року Й. Г. Німан отримав термінове завдання заступника начальника ДУАП А. М. Туполєва доопрацювати проект літака ХАІ-5 під двигун М-25 (ліцензійна версія двигуна Wright Cyclone SGR-1820, освоєна радянською промисловістю).
Перші руління і підльоти на дослідному літаку були розпочаті у червні 1936 р., в кінці червня льотчик-випробувач Б. М. Кудрін підняв машину в повітря. Машина була «сира», і в процесі випробувань тривали доробки і доопрацювання. Незабаром ХАІ-5 перегнали в Москву на Щолковський аеродром НДІ ВПС, де з 29 серпня по 24 жовтня 1936 року відбулися його державні випробування.
При злітній вазі 2515 кг літак, оснащений «оригінальною версією» М-25 американської збірки і гвинтом фіксованого кроку, розвивав швидкість 388 км/год на висоті 2500 метрів і досягав розрахункової максимальної дальності — 1450 км
У висновку, підписаному начальником ВПС РСЧА Я. І. Алкснисом 2 листопада 1936 року говорилося:
|  | за явної переваги літака ХАІ-5, у порівнянні з розвідниками, що знаходяться на озброєнні ВПС РСЧА, подати клопотання перед НКОП про впровадження його у серійне виробництво під позначенням Р-10 |

На вимогу військових був доданий ще один ШКАС і внесені зміни до складу спеціального обладнання.
Ще до цього 1 ГУ НКОП 23 вересня 1936 р. дало розпорядження про запуск на заводі № 135 у виробництво з урахуванням усунення виявлених дефектів трьох головних літаків Р-10 і десяти машин першої дослідної серії. Термін виходу на аеродром головних машин, призначених для проведення військових випробувань, намітили на березень-квітень 1937 року.
В процесі виробництва проводилися доопрацювання і усунення виявлених дефектів і недоліків. Перший з головних літаків вдалося викотити із складального цеху до 1 травня 1937 року.

## Дослідна експлуатація
У вересні 1937 р. три головних Р-10 з двигунами М-25А, забезпеченими гвинтами фіксованого кроку АВ-1, передали на військові випробування в 20-ю окрему розвідувальну авіаескадрилью 43-ї авіаційної бригади Харківського військового округу. Військові льотчики зазначили, що літак Р-10 володів високою швидкістю, простотою в управлінні, стійкість у польоті. Машина відрізнялася маневреністю і охоче виконувала всі фігури вищого пілотажу. Серед недоліків зазначалося, що двигун М-25 в жаркий час доби сильно перегрівався, що змушувало літати на літаку рано вранці або ввечері. В процесі дослідної експлуатації було виявлено понад 100 різних виробничих дефектів. На вимогу ВПС, починаючи з літаків дослідної серії, у фюзеляжі за сидінням льотчика додатково встановлювався заголовний бензобак ємністю 164 л. В наступних серійних машинах Р-10 встановлювалися елерони і рулі з каркасом з дюралевих труб, обшитих тканиною. Потім застосували дволопатевий металевий гвинт змінюваного в польоті кроку ВІШ-6, хвостове оперення — з дюралевих труб (замість цільнодерев'яного), зварні паливні баки замінили на клепані, встановлювався новий вихлопний колектор. 24 грудня 1937 року під час одного із заводських здавальних польотів сталася катастрофа. Загинули льотчик-випробувач капітан І. П. Бурилін і начальник заводської льотно-випробувальної станції. Підсумком «розслідування» став арешт у квітні 1938 року низки інженерів конструкторського бюро зі стандартним на той час обвинуваченням у шкідництві. 11 грудня 1938 року заарештували і головного конструктора Йосипа Григоровича Німана, який отримав п'ятнадцять років таборів «за організацію шкідництва на заводі і як агент закордонної розвідки». Але оскільки це був вже не 1937 рік, то замість таборів він потрапив в ДКБ-29 НКВД СРСР, і 19 липня 1941 року був звільнений зі зняттям усіх судимостей.
Після арешту Й. Г. Німана 1938 року доведенням машини займався А. Дубровін. З 1936 по 1940 роки у великій серії випущено 493 машини. Вироблявся в Харкові і в Саратові (з 1937 р.), де для його серійного випуску був залучений завод сільськогосподарського машинобудування «Саркомбайн», що став з цього часу авіазаводом.
Брав участь у збройних операціях РСЧА кінця 1930-х і початку 1940-х років починаючи з Халхін-Гола влітку 1939 р. 1940-го року у виробництві його змінив Су-2. До 60 одиниць Р-10 було передано в Аерофлот, де вони експлуатувалося під маркою ПС-5. Брав участь у Другій світовій війні до 1944 року (з другої половини — переважно як навчальний).

## Серійне виробництво
Паралельно з розгортанням виробництва на харківському авіазаводі № 135 23 липня 1937 році вийшла постанова уряду про розгортання серійного виробництва Р-10 на заводі сільськогосподарського машинобудування «Саркомбайн» в місті Саратов. При прийнятті цього рішення керувалися в тому числі і тим, що машина мала цільнодерев'яну конструкцію.
У 1937 році завод № 135 побудував 26 Р-10 з двигунами М-25А і туреллю МВ-2.
При випробуваннях перших серійних машин в порівнянні з дослідними з'ясувалося, що зміни на перших серіях літака призвели до збільшення його польотної ваги на 163,5 кг. Погіршилися льотно-технічні характеристики, максимальна швидкість літака зменшилася до 360 км/год на висоті 2900 м. Так само було виявлено ряд дефектів: небезпечних для польотів — 8, що знижують безпеку літака — 6, ускладнюють експлуатацію — 84. У підсумку, в серпні 1938 року приймання машин Р-10 військові призупинили до усунення виявлених недоліків.
У зв'язку з зупинкою військового приймання за 1938 рік зібрали тільки 100 літаків. Робота з усунення дефектів закінчилася у квітні 1939-го, після чого виробництво відновили. У серії були введені бронеспинка льотчика і протектовані баки. Пішов Р-10 в 1939 році в серію з двигуном М-25В, і мав швидкість поблизу землі 342 км/год, а на висоті 5000 м — 379 км/год.
Літак Р-10 М-25В будувався на заводі № 135 до кінця вересня 1939 року. Всього було зроблено 230 літаків. З них у ВПС передали 205 літаків, а в авіацію ВМФ — 21.
В кінці квітня 1939 року всі конструкторські роботи по Р-10 згорнули, а на заводі № 135 почали виробляти ББ-1 (Су-2).
На заводі в Саратові перші 10 машин зібрали з харківських комплектів на початку 1938 року.
До припинення виробництва літаків цього типу на початку 1940 року завод випустив 135 серійних машин. Всього авіазаводи Харкова і Саратова здали 493 серійних Р-10 з двигунами М-25А і М-25В.

## Схема і конструкція літака
Двомісний вільнонесучий моноплан з шасі, що забираються. Конструкція — суцільнодерев'яна, як у ХАІ-1 . Фюзеляж — фанерний монокок, центроплан становить з ним одне ціле. Крило — двухлонжеронне із фанерною обшивкою товщиною 2,0-1,5 мм. Такої ж конструкції і оперення. Всі поверхні обклеєні полотном на аеролаку. Шасі — одностійкове, здатне прибиратися в центроплан в напрямку осі літака, а хвостове колесо — у фюзеляж.

## Озброєння
Два кулемети ШКАС синхронних і один кулемет ШКАС на турелі МВ-3 (І. В. Веневидова і Г. М. Можаровського), бомб — до 300 кг (6 ФАБ-50) всередині фюзеляжу, 400 кг — перевантаження.
Літаки розвідники обладнувалися фотоапаратурою.

## У ВПС РСЧА
Перші літаки надійшли в 43-ю авіаційну бригаду Харківського військового округу. Першими в кінці 1937 року нові літаки-розвідники освоїли льотчики 20-ї орае . 1938 року на Р-10 переозброїли ще одну ескадрилью бригади — 24-у орае.
У квітні 1938 року 20-а орае (18 машин) перелетіла для участі в першотравневому параді. Парад повинен був відкривати на Р-10 заступник начальника ВПС РСЧА Я. В. Смушкевіч. Але на одному з тренувань через технічну несправність його літак зазнав аварії (Смушкевіч отримав важкі травми), і участь Р-10 у параді було скасовано.
Під час Хасанських боїв у 2-му штурмовому авіаполку було в наявності 18 Р-10, але відомостей про їх застосування немає.
Під час боїв на Халхін-Голі влітку 1939 Р-10 входили до складу 1-ї армійської групи комбрига А. В. Гусєва. Літаки доставляли до місця бойових дій по залізниці. Збиралися Р-10 в пустельному районі Тамцак-Булак бригадами заводських збирачів, що спеціально прибули з Харкова.
У Польській кампанії РСЧА застосування Р-10 носило обмежений характер — вони здійснювали розвідку і зв'язок наземних військ. У 1939—1940 рр. кілька полків Р-10 залучалося до бойових дій в Зимовій війні з Фінляндією. За підсумками Зимової війни Р-10 були визнані застарілими і стали у великих кількостях передаватися в авіаційні училища і льотні школи, де їх використовували для навчання і переходу на більш сучасні Су-2 і Як-2/4.
На 22 червня 1941 року в стройових авіаційних частинах, розташованих на території прикордонних і внутрішніх військових округів Європейської частини СРСР, мали до 180 боєздатних літаків Р-10, що входили до складу ВПС загальновійськових армій і корпусних авіаескадриль військової авіації (орае). Значна кількість була знищена в перші дні війни. Ті, що залишилися цілими чи були перекинуті з внутрішніх округів, перебували у військах до 1944 року, з них найдовше (до 1943 р.) довелося повоювати Р-10 морської авіації.

## Модифікації

### ХАІ-51
Створений під керівництвом Й. Німана під мотор М-62 потужністю 800 к.с. Задля використання як штурмовика встановлено сім 7,62 кулемети ШКАС (чотири у крилі, два синхронних у фюзеляжі та один на турелі МВ-5). Бомбове навантаження збільшилося до 400 кг (чотири бомби по 100 кг у бомбовідсіку). Заміна дерев'яних лонжеронів крила на дюралеві значно посилила конструкцію літака.
З початку 1938 року почалися льотні випробування. Максимальна швидкість зросла на 30 км/год, стеля — на 2 000 м у порівнянні з базовою моделлю.
На початку 1939 року, при спробі перегону літака на державні випробування до Москви, був пошкоджений і надалі не відновлювався.

### ХАІ-52
Створений під керівництвом А. Дубровіна (став головним конструктором після арешту попередника) під двигун М-63 (900 к.с.). Розглядався як можлива заміна Р-10. Через незадовільну роботу двигуна на спільних заводських та державних випробуваннях у серпні 1939 року проект був закритий, а виробництво переорієнтоване на випуск ББ-1 конструкції П. Сухого.

#### ХАІ-521
Варіант ХАІ-52 із заміною в конструкції сосни бамбуком і піхтою; обшивки з березового шпону — на сосновий.